# Шпитцерова, Далма
Далма Шпитцерова (словац. Dalma Špitzerová, урождённая Голанова, Holanová; 5 февраля 1925, Пьештяни, Трнавский край — 21 января 2021) — словацкая актриса и преподаватель актёрского мастерства. Пережила Холокост в Чехословакии, участвовала в Сопротивлении.

## Биография

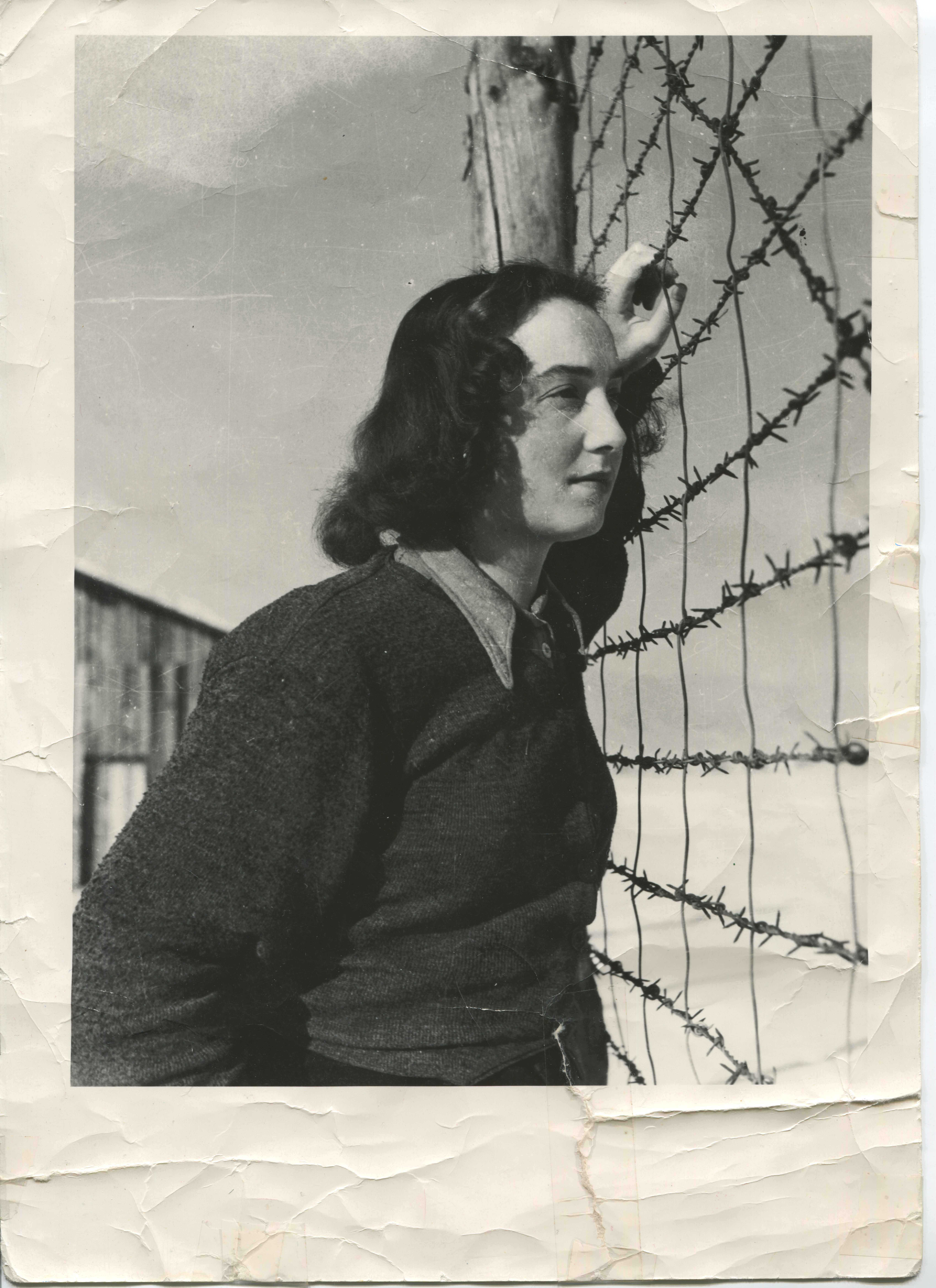
17-летняя Далма Голанова вскоре после прибытия в Новаки (концентрационный лагерь) в Новаках, 1942 год

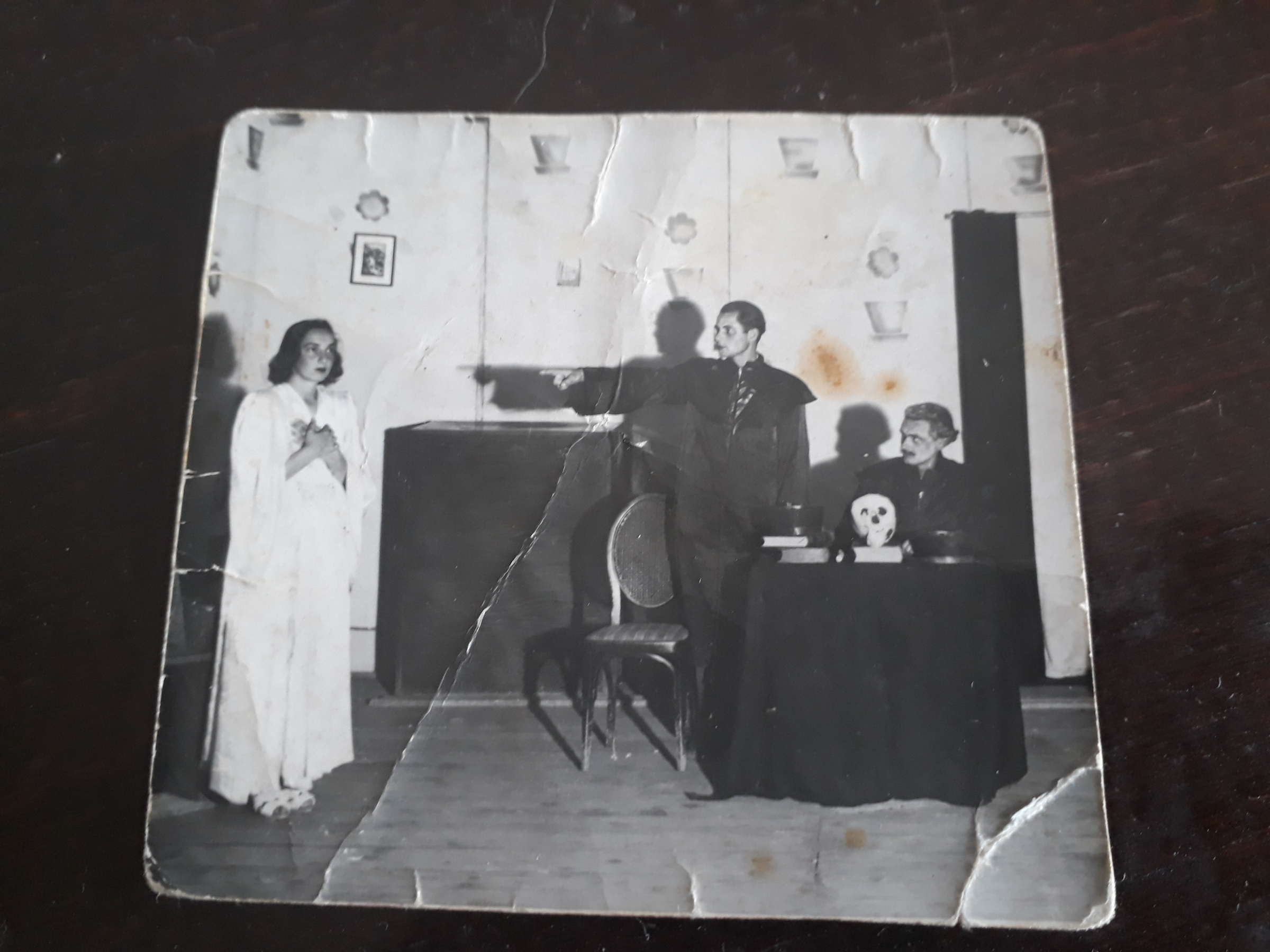
Далма Голанова выступает в театре в Новаки (концентрационный лагерь) в Новаках

Далма Голанова родилась 5 февраля 1925 года в словацком городе Пьештяни в Чехословацкой республике в еврейской семье.
Выросла в городе Липтовски-Микулаш.
Во время немецкой оккупации Чехословакии, в марте 1942 года, после того, как в лагеря смерти ушли первые поезда с евреями, по настоянию отца покинула территорию Словацкой республики. Не владея венгерским языком, по счастливому совпадению нашла двух старших сестёр, которые выехали ранее, в Будапеште, столице Венгрии. Жила и работала там.
После ареста интернирована сначала в лагерь в венгерском Ужгороде, затем в концентрационный лагерь в словацком городе Новаки. В лагере выступала в театре, присоединилась к подпольному движению, а также познакомилась с будущим мужем Юраем Шпитцером (1919—1995).
Бежала из лагеря в город Банска-Бистрица, где 29 августа 1944 года присоединилась к Словацкому национальному восстанию, работала в отделе печати партизанского движения, где отвечала за фотодокументацию. Затем скрывалась под именем Марты Станковой в Палудзке.
Её родителей и брата убили нацисты за несколько дней до окончания войны. Далма же, добравшись до столицы Словакии, воссоединилась со своими двумя старшими сестрами, пережившими Освенцим и марш смерти. 
После окончания Второй мировой войны вышла замуж за Юрая Шпитцера, работала актрисой в братиславском театре Новая сцена, а затем в легендарном театре-кабаре Tatra revue, открытом в 1958 году, до его закрытия в феврале 1970 года. 
После подавления «Пражской весны», во время нормализации, когда её мужу было запрещено публиковаться, Далма работала на братиславской студии Чехословацкого телевидения помощницей режиссёра.
После Нежной революции 1989 года основала успешную частную студию актёрского мастерства.
Умерла 21 января 2021 года в возрасте 95 лет. Похоронена 24 января на еврейском кладбище в Братиславе.

## Личная жизнь
Муж — писатель и журналист Юрай Шпитцер (1919—1995).

## Память
В январе 2016 года награждена президентом Андреем Киской орденом Людовита Штура II класса за исключительные заслуги в области демократии и защиты прав и свобод человека.
17 ноября 2019 года, в Национальном театре в Праге награждена премией «Память народа»», вручаемой чешской благотворительной организацией Post Bellum.
Накануне Дня победы над фашизмом 2025 года Почта Словакии (Slovenská pošta) выпустила почтовую марку «Женщины в антифашистском сопротивлении» („Ženy v protifašistickom odboji“) с портретами трёх женщин, внесших значительный вклад в историю Словакии. Это Хавива Рейк (1914—1944), Далма Шпитцерова и Марина Паулинёва (1897—1945).